# Фуа (город)
Фуа (фр. Foix МФА: [fwa]о файле, окс. Fois [fujs, fujʃ], кат. Foix [foʃ]) — город в отрогах Пиренеев, на высоте 380 м над уровнем моря, чуть севернее границы с Андоррой, центр французского департамента Арьеж. Население — 9 712 жителей (2008).
Над городской застройкой вздымается средневековый замок графов дома де Фуа, который в 1212—1217 году выдержал неоднократные осады Симона де Монфора, но был взят в 1272 году Филиппом III. Замок был достроен в XV веке и отреставрирован в XIX веке; в донжоне помещается музей знаменитых обитателей замка, включая капитана мушкетёров де Тревиля, выведенного в романе Дюма.